# Phasia agricola
Phasia agricola là một loài ruồi trong họ Tachinidae.